# Regularizarea albiilor
Regularizarea albiilor este o categorie de lucrări hidrotehnice care se ocupă cu rectificarea cursului, consolidarea și reprofilarea albiilor minore ale cursurilor de apă.
Prin lucrări de regularizare a albiilor de râuri se înțeleg acele lucrări care, acționând simultan asupra traseului în plan, asupra secțiunilor de scurgere și profilului longitudinal al cursului de apă, conduc la obținerea unei albii stabile cu scurgere cât mai uniformă și cu variații cât mai mici ale vitezei.
Lucrările de apărare și regularizare a albiilor constau în totalitatea măsurilor inginerești îndreptate către modificarea sau consolidarea artificială a albiei râurilor, în vederea realizării unor albii stabile, a protejării diferitelor obiective, a diminuării proceselor de eroziune, a asigurării unor anumite condiții de scurgere sau în vederea folosirii eficiente a apei pentru nevoile economiei. Studiul lor formează o ramură a hidrotehnicii fluviale, care este strâns legată de hidrologie și hidraulica fluvială.
Codul de bune practici agricole, elaborat de Ministerul Apelor și Protecției Mediului, prevede ca regularizarea albiilor râurilor sau altor ape curgătoare să se efectueze doar în regim autorizat și se recomandă să se păstreze, pe cât posibil, cursul natural al râurilor și al altor ape curgătoare, așa cum a evoluat de-a lungul timpului, într-un echilibru perfect cu mediul înconjurător.